# Schloss Prötzel

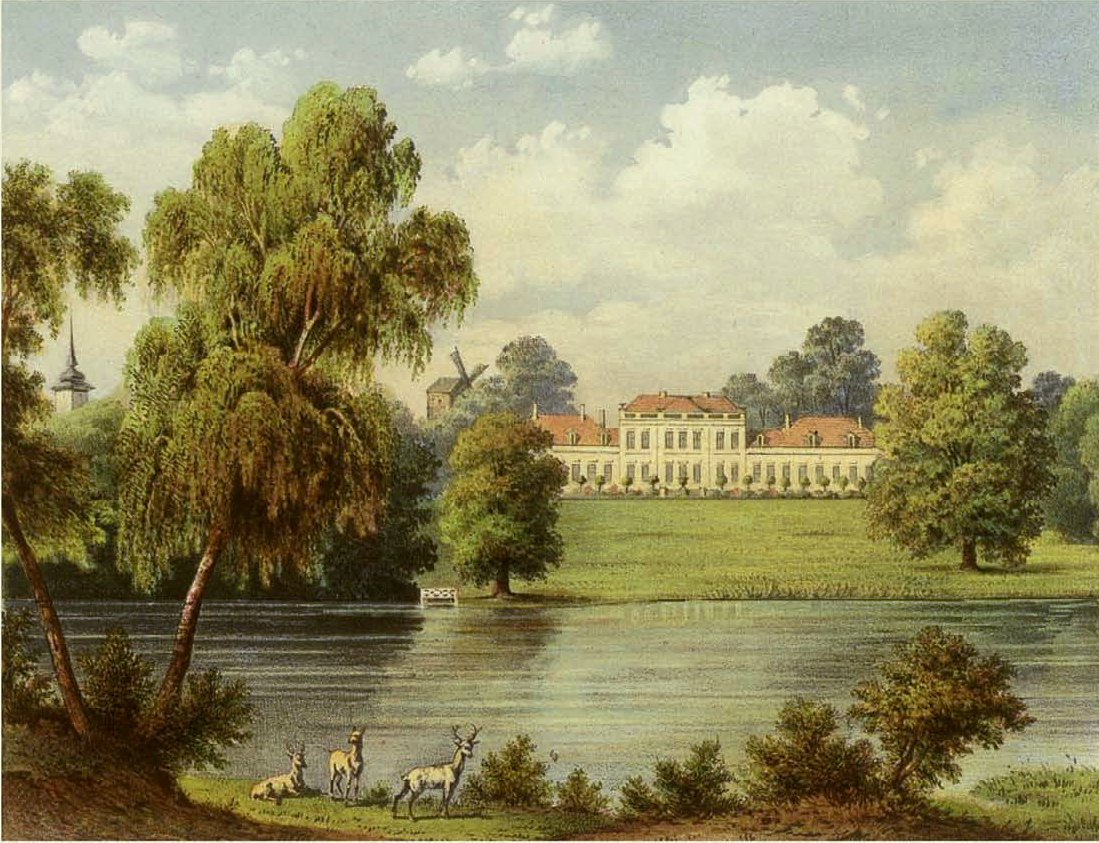
Schloss Prötzel um 1871/73, Sammlung Alexander Duncker

Schloss Prötzel ist ein zweigeschossiger Barockbau in Prötzel (Landkreis Märkisch-Oderland).

## Geschichte
Schloss Prötzel wurde von 1712 bis 1717 nach Plänen Andreas Schlüters für Paul Anton von Kameke im Barockstil erbaut. 1770 entstand unter seinen Söhnen Graf Wilhelm Friedrich oder Graf Friedrich Alexander von Kameke ein Landschaftspark im englischen Stil. 1800 gelangte Prötzel in den Besitz der Freiherren von Eckardstein. Friedrich August Stüler baute das Schloss 1859 um, wobei auch der Garten verändert wurde. Die ursprünglich aus Hessen stammende Familie von Fabrikanten wurde Oktober 1799 in den preußischen Freiherrenstand erhoben und erwarb im Land Lebus viel Grundbesitz. Über Arnold Freiherr von Eckardstein (1782–1856) bildete sich dann eine eigenständige Familienlinie Prötzel heraus. Über Ernst von Eckardstein kam das Gut an Arnold von Eckardstein. Er war wie seine Vorfahren Ritter des Johanniterordens. 1923 gehörten zum umfangreichen Prötzeler Besitz mehrere Rittergüter, Biesow, Prädikow, Ernsthof, Klosterdorf und Ländereien in Ruhlsdorf, zusammen rund 8000 ha. 1924 fand der letzte große Umbau im Stil der Zeit statt.
Das Schloss war von August 1943 bis Anfang 1945 Wohnsitz des Nuntius Cesare Orsenigo. Nach der Vertreibung derer von Eckardstein 1945 verfiel das Schloss.

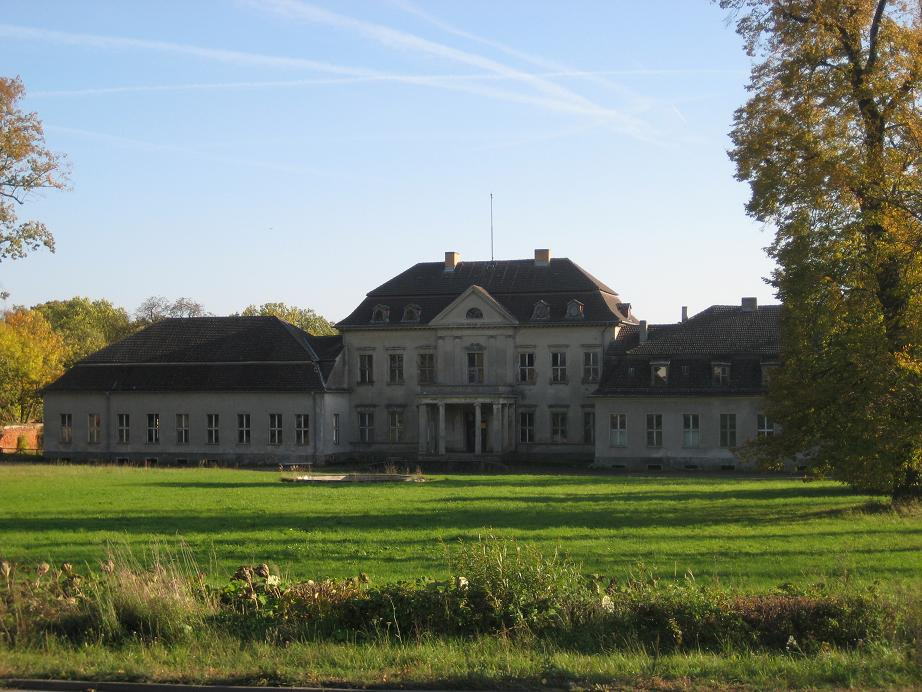
Schloss Prötzel 2008

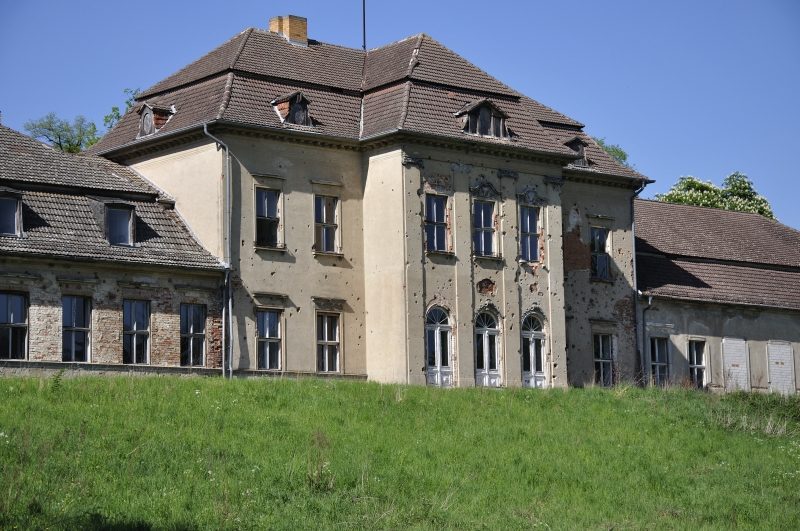
Schloss Prötzel Mai 2009

Seit 1990 nutzte der Kunstverein Prötzel das Gebäude für seine jährlichen Ausstellungen. Bemühungen, das stark sanierungsbedürftige Gebäude zu restaurieren und dauerhaft einer neuen Nutzung zuzuführen, schlugen lange Zeit fehl. Im August 2007 wurde das Schloss von dem in Hamburg lebenden armenischen Architekten und Bauunternehmer Aram Ekavyan erworben, der zusammen mit seinem Bruder Vagram Ekavyan eine Sanierung des Schlosses und eine anschließende Nutzung als Luxushotel plant. Seit 2011 ist das Schloss Ausrichtungsort des Internationalen Komitas-Festivals, benannt nach dem armenischen Komponisten und Musikwissenschaftler Komitas Vardapet (1869–1935), unter der künstlerischen Leitung von Thomas Buchholz.